# Thallus
Der Thallus (Plural Thalli; altgriechisch θαλλός thallós „Jungspross, Zweig“), zu Deutsch auch „Lager“, ist der vielzellige Vegetationskörper bei Pflanzen und Pilzen, der nicht in Sprossachse, Wurzel und Blatt unterteilt ist. Solche Pflanzen nennt man Thallophyten oder Lagerpflanzen. Der Thallus kann nur negativ definiert werden als „vielzelliger oder polyenergider Vegetationskörper, der nicht die typische Gliederung eines Kormus aufweist“.
Der Begriff Thallus wurde 1803 von Erik Acharius für Flechten eingeführt. Er leitet sich vom griech. θαλλός thallos „sprossender Zweig“ (von θάλλειν „grünen, wachsen, blühen“) ab. Rasch wurde der Begriff auf andere Gruppen sogenannter Niederer Pflanzen übertragen. 
Bei Pflanzen ist der Thallus die Organisationsstufe unterhalb des Kormus. Zu den Pflanzen mit Thallus zählen die Moose. Durch die Bildung von Stämmchen (Cauloid) und Blättchen haben die Laubmoose zwar eine Sonderstellung, sind aber dennoch Thallophyten. 
Ebenfalls über einen Thallus verfügen einige Algengruppen, wie die Tange, und viele Vertreter der Pilze sowie die Flechten.

## Thallustypen

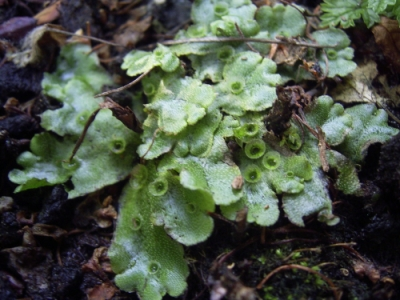
Gewebethallus bei einem Lebermoos.

Der einfachste Thallus ist der Zell- oder Schlauchthallus: Bei einigen Algen kommen vielkernige Riesenzellen (Coenoblasten) vor, die als siphonaler Organisationstyp bezeichnet wird. Beispiele sind unter den Chlorophyceae Caulerpa und bei den Xanthophyceae Botrydium und Vaucheria. Weiter kommen siphonale Thalli bei den Eipilzen, den Chytridiomycota und Vertretern der Jochpilze vor. Ist der Schlauchthallus durch Querwände gegliedert, sind die Zellen jedoch vielkernig, ist dies die siphonocladale Organisationsstufe. 
Der Fadenthallus ist fädig (trichal) aufgebaut. Die Formen reichen dabei von einfachen, unverzweigten Fäden (Spirogyra) über verzweigte Fäden und diverse Zelldifferenzierungen bis hin zum flächigen Thallus, der blattähnliche Strukturen (Phylloide, vergl. Phyllodien) trägt. 
Flechtthallus: Rotalgen bilden vielfach komplexe Strukturen. Sie bilden jedoch keine echten Gewebe, sondern Flechtgewebe (Plektenchyme). Ein Flechtgewebe tritt auch bei den höher organisierten Pilzen auf; die Fruchtkörper sind aus Flechtgewebe aufgebaut.
Ein Gewebethallus tritt bei den Armleuchteralgen, bei den Braunalgen sowie bei den Moosen auf.

## Belege
- Gerhard Wagenitz: Wörterbuch der Botanik. Die Termini in ihrem historischen Zusammenhang. 2., erweiterte Auflage. Spektrum Akademischer Verlag, Heidelberg/Berlin 2003, ISBN 3-8274-1398-2, S. 327 f.
- Peter Sitte, Elmar Weiler, Joachim W. Kadereit, Andreas Bresinsky, Christian Körner: Lehrbuch der Botanik für Hochschulen. Begründet von Eduard Strasburger. 35. Auflage. Spektrum Akademischer Verlag, Heidelberg 2002, ISBN 3-8274-1010-X, S. 210–217.